# Persone di nome Marco/Politici
| Questa pagina contiene informazioni ricavate automaticamente dalle voci biografiche con l'ausilio del template Bio e di un bot. L'aggiornamento è periodico e automatico e ricostruisce completamente la pagina. Se manca una persona in questa lista, sei pregato di non aggiungerla, ma accertati piuttosto che la sua voce biografica contenga il template Bio e che i dati anagrafici siano correttamente compilati. Se il template Bio manca, inseriscilo tu stesso o, in alternativa, metti l'avviso {{tmp\|Bio}} che ne segnala la mancanza. Se i dati riportati sono sbagliati, correggi direttamente la voce biografica; le modifiche saranno visibili in questa lista entro pochi giorni. Per chiarimenti vedi il progetto antroponimi. La lista contiene solo le 315 persone che sono citate nell'enciclopedia e per le quali è stato implementato correttamente il template Bio. Pagina aggiornata al 22 lug 2025. |

Questa è una lista di persone presenti nell'enciclopedia che hanno il nome Marco e sono politici.

## A(16)
- Marco Affronte, politico italiano (Rimini, n. 1965)
- Marco Albinio, politico e militare romano
- Marco Alessandri, politico italiano (Bergamo, n. 1755 - Villongo, † 1830)
- Marco Alessandrini, politico e giurista italiano (Pescara, n. 1970)
- Marco Fabio Ambusto, politico e generale romano
- Marco Annibulo, politico romano
- Marco Antonio Oratore, politico, militare e oratore romano (n. 143 a.C. - † 86 a.C.)
- Cassio Aproniano, politico romano
- Marco Arrecino Clemente, politico romano († 41)
- Marco Asinio Marcello, politico romano
- Marco Atilio Regolo Caleno, politico romano
- Marco Atilio Regolo, politico e militare romano (Sora - Cartagine, † 246 a.C.)
- Marco Aurelio Scauro, politico romano († 105 a.C.)
- Marco Aufidio Frontone, politico romano
- Marco Antonio Primo, politico romano (Tolosa - Tolosa, † 100)
- Marco Aurelio Consio Quarto iunior, politico e sacerdote romano

## B(16)
- Marco Baccalini, politico italiano (Greco, n. 1921 - † 2005)
- Marco Nonio Balbo, politico romano (Nuceria Alfaterna - Ercolano)
- Marco Azio Balbo, politico romano (Ariccia, n. 105 a.C. - † 51 a.C.)
- Marco Baldassarre, politico italiano (Tricase, n. 1984)
- Marco Emilio Barbula, politico romano
- Marco Bebio Tamfilo, politico romano
- Marco Beltrandi, politico italiano (Bologna, n. 1969)
- Marco Bergonzi, politico italiano (Piacenza, n. 1963)
- Marco Bertolotto, politico italiano (Quiliano, n. 1959)
- Marco Boato, politico italiano (Venezia, n. 1944)
- Marco Boncompagni Ludovisi Ottoboni, politico italiano (Roma, n. 1832 - Roma, † 1909)
- Marco Borradori, politico svizzero (Sorengo, n. 1959 - Lugano, † 2021)
- Marco Botta, politico italiano (Casale Monferrato, n. 1960)
- Marco Brugnerotto, politico italiano (Dolo, n. 1977)
- Marco Buschmann, politico tedesco (Gelsenkirchen, n. 1977)
- Marco Fabio Buteone, politico romano

## C(31)
- Marco Calgaro, politico italiano (Torino, n. 1960)
- Marco Furio Camillo, politico e generale romano († 365 a.C.)
- Marco Campomenosi, politico italiano (Genova, n. 1975)
- Marco Cappato, politico e attivista italiano (Milano, n. 1971)
- Marco Carra, politico italiano (Suzzara, n. 1965)
- Marco Porcio Catone Uticense, politico, militare e scrittore romano (Roma, n. 95 a.C. - Utica, † 46 a.C.)
- Marco Causi, politico e economista italiano (Palermo, n. 1956 - Roma, † 2025)
- Marco Cavicchioli, politico italiano (Biella, n. 1969)
- Marco Cecilio Metello, politico romano
- Marco Ceionio Giuliano Camenio, politico romano
- Marco Celio Rufo, politico e oratore romano (Interamnia Praetuttiorum, n. 82 a.C. - Thurii, † 48 a.C.)
- Marco Cellai, politico italiano (Firenze, n. 1944)
- Marco Vinicio Cerezo Arévalo, politico guatemalteco (Città del Guatemala, n. 1942)
- Marco Cerreto, politico e funzionario italiano (Caserta, n. 1971)
- Marco Chiesa, politico svizzero (Lugano, n. 1974)
- Marco Cicala, politico italiano (Pescara, n. 1961)
- Marco Ciriani, politico e avvocato italiano (Spilimbergo, n. 1878 - Milano, † 1944)
- Marco Flavio Cirillo, politico italiano (Milano, n. 1960 - † 2023)
- Marco Vettuleno Civica Barbaro, politico romano
- Marco Claudio Marcello, politico e militare romano (Mar Mediterraneo, † 148 a.C.)
- Marco Claudio Marcello, politico romano
- Marco Claudio Marcello, politico romano
- Marco Claudio Marcello, politico e generale romano
- Marco Cocceio Nerva, politico romano
- Marco Conti, politico sammarinese (Rimini, n. 1969)
- Marco Conti, politico e giornalista italiano (Trasacco, n. 1934 - Roma, † 2016)
- Marco Cornelio Maluginense, politico romano
- Marco Cornelio Maluginense, politico romano
- Marco Licinio Crasso, politico e militare romano (Roma - Carre, † 53 a.C.)
- Marco Croatti, politico italiano (Rimini, n. 1972)
- Marco Cecilio Metello, politico romano

## D(11)
- Marco Da Villa, politico italiano (Venezia, n. 1975)
- Marco Livio Denter, politico romano
- Marco Desiderati, politico italiano (Vimercate, n. 1966)
- Marco Di Lello, politico italiano (Napoli, n. 1970)
- Marco Di Maio, politico italiano (Forlì, n. 1983)
- Marco Di Stefano, politico italiano (Roma, n. 1964)
- Marco Donati, politico italiano (Arezzo, n. 1980)
- Marco Dreosto, politico italiano (Spilimbergo, n. 1969)
- Marco Duilio, politico romano (Roma)
- Marco Duronio, politico romano
- Marco Alessandro del Borro, politico e funzionario italiano (Arezzo - Livorno, † 1701)

## E(13)
- Marco Emilio Lepido Porcina, politico romano
- Marco Emilio Lepido, politico romano († 76 a.C.)
- Marco Emilio Lepido, politico romano († 216 a.C.)
- Marco Emilio Lepido, politico romano
- Marco Emilio Lepido, politico romano
- Marco Emilio Lepido, politico romano
- Marco Emilio Paolo, politico e generale romano
- Marco Emilio Paolo, politico romano
- Marco Emilio Papo, politico romano
- Marco Enríquez-Ominami, politico e regista cileno (Concepción, n. 1973)
- Marco Erennio, politico romano
- Marco Emilio Lepido, politico e militare romano (Roma - San Felice Circeo, † 13 a.C.)
- Marco Emilio Lepido, politico romano († 33)

## F(24)
- Marco Fabio Ambusto, politico romano
- Marco Fabio Licino, politico e militare romano
- Marco Fabio Vibulano, politico romano († 477 a.C.)
- Marco Falcone, politico italiano (Catania, n. 1971)
- Marco Fatuzzo, politico italiano (Siracusa, n. 1945)
- Marco Fedi, politico italiano (Ascoli Piceno, n. 1958)
- Marco Ferrando, politico italiano (Genova, n. 1954)
- Marco Filippeschi, politico italiano (Fauglia, n. 1960)
- Marco Filippi, politico italiano (Livorno, n. 1964)
- Marco Fioravanti, politico italiano (Ascoli Piceno, n. 1983)
- Marco Folio Flaccinatore, politico romano (Roma)
- Marco Folio Flaccinatore, politico e generale romano
- Marco Fonteio, politico romano (Roma)
- Marco Formentini, politico e funzionario italiano (La Spezia, n. 1930 - Milano, † 2021)
- Marco Claudio Frontone, politico e militare romano († 170)
- Marco Fulvio Curvo Petino, politico romano
- Marco Fulvio Flacco, politico romano
- Marco Fulvio Nobiliore, politico e militare romano
- Marco Fulvio Petino, politico romano
- Marco Fumagalli, politico italiano (Milano, n. 1953)
- Marco Fumi, politico italiano (Sassari, n. 1941 - Sassari, † 2024)
- Marco Furfaro, politico italiano (Pistoia, n. 1980)
- Marco Furio Fuso, politico e militare romano
- Marco Antonio Fusco, politico italiano (San Nicola la Strada, n. 1904)

## G(14)
- Marco Gatti, politico sammarinese (Città di San Marino, n. 1967)
- Marco Geganio Macerino, politico romano (Roma)
- Marco Geganio Macerino, politico romano
- Marco Genucio Augurino, politico romano
- Marco Giulio Gessio Marciano, politico romano
- Marco Giunio Bruto, politico romano
- Marco Giunio Penno, politico romano
- Marco Giunio Silano, politico romano
- Marco Giunio Silano, politico e militare romano († 196 a.C.)
- Marco Giunio Silano, politico romano
- Marco Gradenigo, politico italiano (Candia, † 1364)
- Marco Mario Gratidiano, politico romano (Roma, † 82 a.C.)
- Marco Grimaldi, politico italiano (Torino, n. 1980)
- Marco Vinicio Guasticchi, politico italiano (Umbertide, n. 1962)

## H(1)
- Marco Hausiku, politico namibiano (n. 1953 - † 2021)

## I(1)
- Marco Iallio Basso Fabio Valeriano, politico e militare romano (Dacia)

## L(12)
- Marco Licinio Crasso, politico romano
- Marco Lacarra, politico italiano (Bari, n. 1962)
- Marco Popilio Lenate, politico romano
- Marco Popilio Lenate, politico romano
- Marco Valerio Levino, politico e generale romano († 200 a.C.)
- Marco Annio Libone, politico romano († 162)
- Marco Licinio Crasso, politico e militare romano († 49 a.C.)
- Marco Lion, politico italiano (Senigallia, n. 1956)
- Marco Lisei, politico italiano (Bologna, n. 1977)
- Marco Livio Druso Libone, politico e militare romano
- Marco Livio Druso, politico romano (n. 124 a.C. - † 91 a.C.)
- Marco Lombardo, politico italiano (Locri, n. 1981)

## M(80)
- Marco Appuleio, politico e militare romano
- Marco Magrio Basso, politico romano
- Marco Porcio Catone, politico, generale e scrittore romano (Tusculum - Roma, † 149 a.C.)
- Marco Porcio Catone, politico romano († 118 a.C.)
- Marco Porcio Catone, politico romano (Filippi, † 42 a.C.)
- Marco Mecio Memmio Furio Baburio Ceciliano Placido, politico, prefetto e sacerdote romano
- Marco Nummio Ceionio Albino, politico romano
- Marco Livio Druso Claudiano, politico romano (Roma - Filippi, † 42 a.C.)
- Marco Emilio Scauro, politico e militare romano (Roma, n. 163 a.C. - Roma)
- Marco Acilio Glabrione, politico romano
- Marco Emilio Lepido, politico e generale romano († 152 a.C.)
- Marco Maciel, politico brasiliano (Recife, n. 1940 - Brasilia, † 2021)
- Marco Maggioni, politico italiano (Mede, n. 1979)
- Mamurra, politico romano (Formia - ..., † 45 a.C.)
- Marco Manlio Capitolino, politico e militare romano (Roma, † 384 a.C.)
- Marco Manlio Capitolino, politico romano
- Marco Manlio Vulsone, politico romano
- Marco Asinio Marcello, politico romano
- Marco Marchetti, politico italiano (Fano, n. 1977)
- Marco Giunio Bruto, politico, oratore e filosofo romano (Roma - Filippi, † 42 a.C.)
- Marco Antonio, politico e generale romano (Roma, n. 83 a.C. - Alessandria d'Egitto, † 30 a.C.)
- Marco Claudio Marcello, politico e generale romano (Venosa, † 208 a.C.)
- Marco Claudio Marcello, politico e militare romano (Roma, n. 42 a.C. - Baia, † 23 a.C.)
- Marco Calpurnio Bibulo, politico romano († 48 a.C.)
- Marco Livio Druso, politico romano († 108 a.C.)
- Marco Rutilio Lupo, politico e militare romano
- Marco Vipsanio Agrippa Postumo, politico romano (n. 12 a.C. - Pianosa, † 14)
- Marco Valerio Messalla Messallino, politico e militare romano
- Marco Aurelio Cotta, politico e militare romano
- Marco Valerio Massimiano, politico e militare romano (Poetovio)
- Marco Vinicio, politico romano
- Marco Lollio, politico e militare romano (Ferentino - † 2)
- Marco Sergio, politico romano (Roma - Reggio Calabria, † 205 a.C.)
- Marco Annio Vero, politico romano († 124)
- Marco Valerio Messalla Appiano, politico romano
- Marco Giunio Bruto, politico e generale romano
- Marco Licinio Crasso Frugi, politico romano († 47)
- Marco Tullio Cicerone, politico e militare romano (Roma, n. 65 a.C. - Siria, † 27 a.C.)
- Marco Valerio Messalla Barbato, politico romano
- Marco Valerio Messalla Corvino, politico romano
- Marco Emilio Lepido minore, politico romano (Roma, † 30 a.C.)
- Marco Licinio Crasso Dive, politico e militare romano
- Marco Scribonio Libone Druso, politico romano († 16)
- Marco Emilio Lepido, politico e militare romano
- Marco Pomponio Matone, politico e militare romano (Roma, † 211 a.C.)
- Marco Giunio Silano, politico e militare romano (n. 26 a.C. - † 37)
- Marco Claudio Marcello Esernino, politico romano
- Marco Claudio Marcello Esernino, politico romano
- Marco Aurelio Cotta Massimo Messalino, politico e militare romano
- Marco Emilio Regillo, politico romano († 205 a.C.)
- Marco Aponio Saturnino, politico e militare romano
- Marco Lollio, politico romano
- Marco Valerio Messalla, politico romano
- Marco Fadio Celere Flaviano Massimo, politico e militare romano
- Marco Asinio Agrippa, politico romano († 27)
- Marco Aurelio Consio Quarto, politico romano
- Marco Marcolin, politico italiano (Montebelluna, n. 1957)
- Marco Marcucci, politico italiano (Viareggio, n. 1949)
- Marco Mariani, politico italiano (Monza, n. 1953)
- Marco Marin, politico e ex schermidore italiano (Padova, n. 1963)
- Marco Marsilio, politico italiano (Roma, n. 1968)
- Marco Martinelli, politico italiano (Roma, n. 1962 - Roma, † 2023)
- Marco Valerio Massimo Corrino, politico romano
- Marco Valerio Massimo Potito, politico romano
- Marco Giunio Massimo, politico romano
- Marco Meloni, politico italiano (Quartu Sant'Elena, n. 1971)
- Marco Valerio Messalla, politico romano
- Marco Metilio, politico romano (Roma)
- Marco Miccoli, politico italiano (Roma, n. 1961)
- Marco Mario Milanese, politico italiano (Milano, n. 1959)
- Marco Minghetti, politico, diplomatico e giornalista italiano (Bologna, n. 1818 - Roma, † 1886)
- Marco Minniti, politico italiano (Reggio Calabria, n. 1956)
- Marco Minucio Augurino, politico romano
- Marco Minucio Rufo, politico romano (Canne, † 216 a.C.)
- Marco Minucio Rufo, politico romano
- Marco Minucio Termo, politico e militare romano
- Marco Munazio Silla Urbano, politico romano
- Marco Nummio Senecione Albino, politico romano
- Marco Nummio Tusco, politico romano
- Marco Flavio Vitellio Seleuco, politico romano

## N(6)
- Marko Natlačen, politico e avvocato jugoslavo (Vipacco, n. 1886 - Lubiana, † 1942)
- Marco Nicolini, politico e scrittore sammarinese (Piove di Sacco, n. 1970)
- Marco Fulvio Nobiliore, politico romano (Roma - Roma)
- Marco Servilio Noniano, politico romano († 59)
- Marco Nummio Albino, politico romano
- Marco Nummio Ceionio Annio Albino, politico romano

## O(5)
- Marco Orazio Barbato, politico romano
- Marco Orazio Pulvillo, politico e militare romano
- Marco Orazio Pulvillo, politico e militare romano
- Marco Osnato, politico italiano (Belluno, n. 1972)
- Marco Ottavio, politico romano

## P(27)
- Marco Padovani, politico italiano (Verona, n. 1959)
- Marco Papirio Crasso, politico romano
- Marco Papirio Mugillano, politico e militare romano (Roma)
- Marco Pellegrini, politico italiano (Foggia, n. 1964)
- Marco Giunio Pera, politico romano
- Marco Perduca, politico italiano (Firenze, n. 1967)
- Marco Perissa, politico e dirigente sportivo italiano (Roma, n. 1982)
- Marco Perosino, politico italiano (Govone, n. 1952)
- Marco Perperna, politico e generale romano († 129 a.C.)
- Marco Perperna, politico e generale romano († 49 a.C.)
- Marco Petelio Libone, politico romano
- Marco Pezzoni, politico italiano (Casalmaggiore, n. 1949)
- Marco I Pio, politico italiano (Carpi - Ferrara, † 1418)
- Marco Plauzio Ipseo, politico e generale romano
- Marco Podeschi, politico sammarinese (San Marino, n. 1969)
- Marco Pomponio Matone, politico romano
- Marco Pomponio Rufo, politico romano
- Marco Popilio Lenate, politico e generale romano
- Marco Postumio Albino Regillense, politico e militare romano (Roma)
- Marco Postumio Regillense, politico e militare romano (Bola, † 414 a.C.)
- Marco Pottino, politico italiano (Pordenone, n. 1974)
- Marco Preioni, politico italiano (Domodossola, n. 1950)
- Marco Stazio Prisco Licinio Italico, politico, senatore e militare romano
- Marco Valerio Publicola, politico romano
- Marco Pugliese, politico e dirigente sportivo italiano (Avellino, n. 1971)
- Marco Pupieno Africano, politico romano
- Marco Pupio Pisone Frugi Calpurniano, politico romano

## Q(3)
- Marco Querini, politico e diplomatico italiano (Venezia - Venezia, † 1310)
- Marco Quintilio Varo, politico e militare romano
- Marco Peduceo Plauzio Quintillo, politico romano († 205)

## R(10)
- Marco Atilio Regolo, politico romano
- Marco Atilio Regolo, politico e generale romano
- Marco Reguzzoni, politico italiano (Busto Arsizio, n. 1971)
- Marco Rizzo, politico italiano (Torino, n. 1959)
- Marco Rizzone, politico italiano (Genova, n. 1983)
- Marco Romagnoli, politico italiano (Prato, n. 1950)
- Marco Rondini, politico italiano (Milano, n. 1968)
- Marco Rubio, politico e avvocato statunitense (Miami, n. 1971)
- Cluvio Rufo, politico e storico romano
- Marco Russo, politico italiano (Savona, n. 1966)

## S(17)
- Marco Livio Salinatore, politico romano (n. 254 a.C. - † 204 a.C.)
- Marco Sarracino, politico italiano (Villaricca, n. 1989)
- Marco Sartori, politico italiano (Busto Arsizio, n. 1963 - Roma, † 2011)
- Marco Scaramellini, politico e ingegnere italiano (Chiavenna, n. 1965)
- Marco Scibona, politico italiano (Wald, n. 1967)
- Marco Scurria, politico italiano (Roma, n. 1967)
- Marco Sergio Esquilino, politico romano
- Marco Servilio Pulice Gemello, politico romano
- Marco Siclari, politico italiano (Reggio Calabria, n. 1977)
- Marco Silvestroni, politico italiano (Roma, n. 1962)
- Marco Simiani, politico italiano (Pisa, n. 1970)
- Aurelio Valerio Tulliano Simmaco, politico romano
- Marco Aurelio Soto, politico honduregno (Tegucigalpa, n. 1846 - Parigi, † 1908)
- Marco Squarta, politico italiano (Perugia, n. 1979)
- Marco Stradiotto, politico italiano (Noale, n. 1965)
- Marco Strozzi, politico italiano (Firenze - Firenze, † 1363)
- Marco Susini, politico italiano (Collesalvetti, n. 1955)

## T(7)
- Marco Tabarrini, politico e magistrato italiano (Pomarance, n. 1818 - Roma, † 1898)
- Marco Tizio, politico romano
- Marco Tonci Ottieri Della Ciaja, politico italiano (Livorno, n. 1870)
- Marco Trebonio, politico romano
- Marco Sempronio Tuditano, politico romano († 174 a.C.)
- Marco Sempronio Tuditano, politico romano
- Marco Tullio Decula, politico romano

## V(16)
- Marco Vettio Bolano, politico romano († 71)
- Marco Valerio Lactucino Massimo, politico romano
- Marco Valerio Massimo Corvino, politico romano
- Marco Valerio Massimo Lettuca, politico romano
- Marco Valerio Massimo Messala, politico romano
- Marco Valerio Messalla Corvino, politico romano
- Marco Valerio Messalla, politico e generale romano
- Marco Valerio Messalla, politico romano
- Marco Valerio Voluso Massimo, politico romano (Lago Regillo, † 499 a.C.)
- Marco Valli, politico italiano (Milano, n. 1985)
- Marco Annio Vero, politico romano (Italica - Selinus in Cilicia, † 138)
- Marco Verzaschi, politico italiano (Roma, n. 1959)
- Marco Vinicio, politico e militare romano (Cales)
- Marco Vipsanio Agrippa, politico, militare e architetto romano (Arpino - Campania antica, † 12 a.C.)
- Marco I Visconti, politico e condottiero italiano († 1329)
- Marco Vitorio Marcello, politico romano (Teate Marrucinorum)

## W(1)
- Marco Wanderwitz, politico tedesco (Chemnitz, n. 1975)

## Z(4)
- Marco Zacchera, politico italiano (Verbania, n. 1951)
- Marco Zambuto, politico italiano (Agrigento, n. 1973)
- Marco Zanni, politico italiano (Lovere, n. 1986)
- Marco Zullo, politico italiano (Verona, n. 1978)